# Elecciones a la Cámara de Representantes de los Estados Unidos de 2010 en California
Las Elecciones a la Cámara de Representantes de los Estados Unidos en California de 2010 fueron unas elecciones que se hicieron el 2 de noviembre de 2010 para escoger a 51 de los 53 Representantes por el estado de California, mientras que otros dos representantes Republicanos no estarían en elección. De los 53 distritos congresionales en juego, 33 los ganaron los Demócratas y 20 los Republicanos.